# Поляризатор
Поляриза́тор — устройство, предназначенное для получения полностью или частично поляризованного оптического излучения из излучения с произвольным состоянием поляризации.
В соответствии с типом поляризации, получаемой с помощью поляризаторов, они делятся на линейные, круговые и более редко применяемые эллиптические поляризаторы. Линейные поляризаторы дают плоскополяризованный свет, круговые — свет, поляризованный по кругу, а эллиптические — эллиптически поляризованный свет с заранее определёнными параметрами эллипса.
Линейные поляризаторы основаны на использовании одного из трёх физических явлений. Одно из них — двойное лучепреломление, другое — линейный дихроизм и третье — поляризация света, происходящая при отражении на границах раздела сред. Круговые поляризаторы обычно представляют собой совокупность линейного поляризатора и четвертьволновой пластинки (оптического компенсатора).
Поляризаторы используются при изучении распределений механических напряжений в прозрачных объектах с помощью поляризованного света (явление фотоупругости), при изучении структуры веществ, в сахариметрии и в особенности в кристаллооптике. Широко применяются в фотографических поляризационных светофильтрах и астрономии.

## Поляризационный светофильтр в оптике и спектроскопии
Поляризационный светофильтр в оптике и спектроскопии — устройство, обычно состоящее из двух линейных поляризаторов и одной или нескольких фазовых пластинок между ними. Предназначен для изменения спектрального состава и энергии падающего на него оптического излучения. Используется в тех случаях, когда достичь желаемого результата иными, более простыми средствами невозможно.

## Поляризационный светофильтр в фотографии
Поляризационный светофильтр в фотографии — поляризатор, предназначенный для устранения нежелательных эффектов (бликов, отражений), уменьшение яркости (с одновременным повышением насыщенности) неба и др. или для достижения художественных целей. Конструктивно оформляется для совместного использования с фотографическими аппаратами. Выглядит как обыкновенный светофильтр, но имеет две части, примерно одинаковой толщины — переднюю и заднюю, которые могут свободно поворачиваться друг относительно друга. Задняя часть фильтра навинчивается на объектив, а поворотом передней половины, в которой собственно и расположен поляризатор, на тот или иной угол выбирается нужный эффект.
В передней половине поляризационного светофильтра может присутствовать внутренняя резьба для крепления объективной крышки, резьбовой бленды, или других светофильтров. У бликующих объектов разные их части могут давать блики с разными углами поляризации, которые не представляется возможным одновременно подавить только одним фильтром. Кроме того, бликующих объектов в кадре может оказаться много. В таких ситуациях используются несколько скрученных последовательно поляризационных светофильтров, причем, все кроме заднего, должны быть обязательно не круговой, а линейной поляризации, так как оптический компенсатор, имеющийся в фильтре с круговой поляризацией, делает невозможным достижение эффекта от остальных поляризационных светофильтров, которые будут расположены за ним ближе к объективу.
Оптическая плотность поляризационных светофильтров обычно лежит в пределах от двух до пяти.
Цветовые искажения могут присутствовать. В частности, некоторые фильтры имеют спад до одного стопа в сине-фиолетовой области, из-за чего заметно «зеленят» картинку.
Также недорогие поляризационные светофильтры, чаще чем цветные, могут негативно влиять на воспроизведение мелких деталей. Поляризационный светофильтр, наряду с «защитным» УФ-блокирующим фильтром, является наиболее используемым светофильтром в фотографии.

### Устройство
Линейные поляризаторы
В основном поляризационный фильтр изготавливают в виде двух стеклянных пластинок с находящейся между ними поляроидной плёнкой, обладающей линейным дихроизмом. Поляроидная плёнка представляет собой слой ацетилцеллюлозы, содержащий большое количество мелких кристаллов герапатита (иодид сернокислого хинина). Применяются также иодно-поливиниловые плёнки с однонаправленно ориентированными полимерными цепями. Такая ориентация кристаллов достигается с помощью электрического поля, а полимерные цепи молекул ориентируют механическим растяжением вдоль одного направления.
Также в качестве поляризатора применяется призма Николя.
Иногда используются поляризаторы принцип действия которых основан на явлении частичной поляризации света при прохождении его через границу раздела двух сред с разными показателями преломления, наибольшая степень поляризации достигается при ориентации поверхности раздела сред под углом Брюстера к направлению распространения света — так называемые поляризаторы с углом Брюстера. Недостаток таких поляризаторов — низкий коэффициент светопропускания, так как для полной поляризации необходимо пропустить свет через много поверхностей раздела, практически — через стопку стеклянных пластинок.
Фильтр круговой поляризации
Фильтр круговой поляризации дополнительно включает оптический компенсатор — четвертьволновую фазовую пластинку (также такая пластинка применяется в интерферометрах, и дает возможность изменить разность хода двух пучков лучей). В ней используется явление двойного лучепреломления в некоторых одноосных кристаллах. Фазовые скорости «обыкновенного» и «необыкновенного» лучей в таких кристаллах (а следовательно, и оптические длины их путей) различны, поэтому при прохождении через кристалл они приобретают разность хода, пропорциональное толщине пластинки. Пластинка устанавливается на пути пука света за поляризатором, и при сборке поворачивается на нужный угол вокруг оптической оси так, чтобы её оптическая ось совпала с осью поляризации поляризатора. В этом положении четвертьволновая пластинка превращает линейно поляризованный свет в свет с круговой поляризацией (или наоборот, при пропускании света через неё в обратном направлении), сдвигая разность фаз обыкновенного и необыкновенного лучей на 90 градусов.
Так устроены поляризаторы всех производителей, разница как в качестве, так и в цене происходит из-за дополнительных слоёв: просветляющих, защитных, водоотталкивающих.

### Типы и применение
- Поляризационный фильтр линейной поляризации или линейный поляризатор[2] (англ. Linear Polarizer, LP). Содержит один поляризатор, поворачивающийся в оправе. Направление пропускания линейной поляризации отмечено точками или рисками с диаметрально противоположных сторон вращающейся части оправы. Его применение основывается на том, что часть света в окружающем нас мире поляризована линейным (и близким к линейному эллиптическим) образом. Частично поляризованы все лучи, неотвесно отражённые от диэлектрических поверхностей. Частично поляризован свет, поступающий от неба и облаков. Поэтому, применяя линейный поляризатор при съёмке, фотограф получает дополнительную возможность изменения яркости и контраста различных частей изображения. Например, результатом съёмки пейзажа в солнечный день с применением такого фильтра может получиться тёмное, густо-синее небо. При съёмке находящихся за стеклом объектов поляризатор позволяет избавиться от отражения фотографа в стекле.
- Для съёмки в условиях низкой освещённости выпускаются Low Light Polarizer, частично поляризующие свет и потому имеющие низкую кратность. При сложении двух таких фильтров перпендикулярно их плоскостями поляризации вместо полного гашения светового потока получается 2/3 величины потока.
- Фильтр с круговой поляризацией или круговой поляризатор (англ. Circumpolar, Circular polarizer, CP, CPL). Помимо поляризатора, содержит четвертьволновую фазовую пластинку, на выходе которой линейно поляризованный свет приобретает круговую поляризацию. С точки зрения получаемого на снимке эффекта, круговой поляризатор ничем от линейного не отличается. Появление таких фильтров было вызвано применением в фотоаппаратах фотоэлементов TTL автоматики, которые, в отличие от фотоматериала, оказались зависимы от вращения угла плоскости линейно поляризованного света, попадающего на них через объектив. В частности, линейно поляризованный свет частично нарушает работу автоматики фазовой фокусировки в зеркальных фотоаппаратах и затрудняет замер экспозиции.
- Составные нейтральные фильтры. Если сложить вместе два поляризатора, то при совпадающих плоскостях поляризации такой фильтр имеет максимальное светопропускание (и эквивалентен нейтрально-серому фильтру 2x). При перпендикулярных же направлениях поляризации при идеальных поляризаторах фильтр полностью поглощает падающий на него свет. Выбирая угол поворота, можно в очень широких пределах менять светопропускание такого фильтра.
- Составные цветные поляризационные фильтры. Они состоят из двух поляризующих фильтров, которые можно вращать, и между ними находится пластинка, поворачивающая плоскость поляризации света. Из-за того, что угол поворота зависит от длины волны, при каждом положении поляризаторов часть спектра проходит сквозь такую систему, а часть задерживается. Поворот же поляризаторов друг относительно друга приводит к изменению спектральной характеристики фильтра. Выпускаются, например, красно-зелёные фильтры Cokin Р170 Varicolor Red/Green и оранжево-голубой Cokin Р171 Varicolor Red/Blue.
- Электронно-управляемые фильтры. Когда наряду с поляризатором в качестве модулятора поляризованного излучения в конструкции составных фильтров используется жидкокристаллический элемент, это позволяет управлять свойствами фильтра непосредственно в процессе съёмки.
- В астрономии поляризационные фильтры входят в состав инструментов, предназначенных для изучения степени линейной и круговой поляризации света космических объектов. Поляризационные наблюдения являются основным способом получения информации о силе магнитного поля в областях генерации излучения, например, на белых карликах.
- В микроскопах с помощью таких фильтров поляризованное излучение позволяет подчеркнуть элементы наблюдаемой структуры или также, как и в астрономии, определить различные параметры поляризации, что даёт возможность определить и другие параметры формы, плотность, распределение напряжений, взаимодействия сред и др.